# Marka (město)
Marka je přístavní město v jižním Somálsku. Je hlavním městem provincie Dolní Shabelle. Leží asi 109 kilometrů jihozápadně od Mogadišu. Založeno bylo kolem roku 1000 př. n. l. V roce 2022 ve město žilo 230 110 obyvatel, metropolitní oblast města ale čítala více než 700 tisíc obyvatel. 